# Let 'Em Know
Let 'Em Know é um EP lançado pela banda Papa Roach no ano de 1999.
Todas as músicas desse EP foram usados em álbuns do Papa Roach, "Walking Thru Barbed Wire" foi usada no álbum de 2002 Lovehatetragedy e as outras faixas foram usadas no segundo álbum Infest.

## Faixas
1. "Walking Thru Barbed Wire" – 2:53
2. "Legacy" – 3:03
3. "Binge" – 4:27
4. "Snakes" – 3:46
5. "Tightrope (The Thin Line)" – 3:33